# Clint Black
Clint Patrick Black (Long Branch, 4 febbraio 1962) è un cantautore, polistrumentista, produttore discografico e attore statunitense.

## Discografia
- 1989 – Killin' Time
- 1990 – Put Yourself in My Shoes
- 1992 – The Hard Way
- 1993 – No Time to Kill
- 1994 – One Emotion
- 1995 – Looking for Christmas
- 1997 – Nothin' but the Taillights
- 1999 – D'lectrified
- 2004 – Spend My Time
- 2005 – Drinkin' Songs and Other Logic
- 2007 – The Love Songs
- 2015 – On Purpose
- 2020 – Out of Sane

## Filmografia parziale

### Cinema
- Flicka 2 - Amici per sempre (Flicka 2), regia di Michael Damian (2010)
- Flicka, ragazza selvaggia (Flicka: Country Pride), regia di Michael Damian (2012)

## Doppiatori italiani
Nelle versioni in italiano delle opere in cui ha recitato, Clint Black è stato doppiato da:
- Gianni Quillico in Flicka 2 - Amiche per sempre
- Mario Cordova in Flicka, ragazza selvaggia